# 臼井定一
臼井 定一（うすい さだいち、1947年 - ）は、日本のガラス工芸作家。福島県生まれ、現在は埼玉県在住。

## 人物
20代の時にロサンゼルスでステンドグラスの美しさに感動し、帰国後本格的にステンドグラスの制作を始める。制作・施工作品は全国に及び、空港、新幹線駅舎等の公共施設。ホテル、教会、ブライダルチャペル等の民間施設。個人住宅を含めると数千件を超える制作実績がある。2000年以降は、現代美術作家や画家とのコラボレーション作品も多く手掛けている。

## 経歴
- 1975年 横浜元町にてステンドグラスの制作を開始
- 1978年 埼玉県 さいたま市 (旧大宮市)に工房移転
- 1983年 長野県軽井沢町にギャラリー開設
- 1987年 オーストリア・ウィーンにて個展
- 1990年 東京・目白「椿山荘」にて個展
- 1993年 軽井沢プリンスホテル国際会議場にて「ステンドグラスの世界展」開催
- 1994年 三越札幌店にて「臼井定一 大ステンドグラス展」開催
- 1995年 東京プリンスホテル PISA ティファニーギャラリーにて「ステンドグラスコレクション展」開催
- 2001年 「株式会社ステンドグラスバロック」に組織変更
- 2002年 NHK総合テレビ「いきいきワイド」に生出演
- 2005年 三越日本橋本店にて個展開催
- 2006年 NHKラジオ「ときめきインタビュー」にゲスト出演
- 2011年 丁 紹光 来日絵画展(池袋東武百貨店)にステンドグラスモザイク作品出展
- 2012年 ヤノベケンジ 三越日本橋本店「KISS THE HEART #1」にステンドグラスモザイク作品出展
- 2012年 群馬テレビ「ビジネスジャーナル」に出演

## 主な作品
- 1986年 さいたま市立西部図書館
- 1988年 東松山市立松山第2小学校
- 1989年 前島記念館
- 1990年 東京都文京区立湯島小学校
- 1991年 聖公会神田キリスト教会
- 1992年 私立盛岡白百合学園
- 1993年 北海道長沼町立図書館
- 1993年 札幌グランドホテル
- 1994年 西神戸医療センター
- 1995年 函館聖マリア教会
- 1996年 私立郡山開成学園
- 1997年 JR長野新幹線軽井沢駅
- 1998年 埼玉医科大学育心会
- 1998年 かんぽの宿熱海（本館）
- 1998年 カトリック鹿嶋教会
- 2001年 東京芝増上寺・増上寺会館
- 2001年 私立光泉高校
- 2001年 私立南光幼稚園
- 2003年 JR九州新幹線新八代駅
- 2003年 JR九州新幹線出水駅
- 2003年 JR九州新幹線川内駅
- 2003年 国立岐阜大学付属病院
- 2004年 ピアザララルーチェ
- 2006年 神戸空港ターミナルビル貴賓室
- 2006年 大阪セントバース教会
- 2009年 JR九州新幹線久留米駅東西自由通路
- 2009年 東京銀座京料理・花郷
- 2010年 新千歳空港国際線旅客ターミナルビル
- 2010年 JR九州新幹線 新玉名駅
- 2010年 社会福祉法人新生会ひかりの子保育園
- 2011年 アニヴェルセル豊洲
- 2012年 日本基督教団下谷教会